# Schäfer Dein Bäcker
Die Schäfer Dein Bäcker GmbH ist eine Bäckereifachkette mit Sitz in Limburg an der Lahn, Hessen. Die Kette betreibt 180 Filialen mit 1800 Mitarbeitern, die sich über ein großes Gebiet von West-, Mittel- und Südhessen bis nach Darmstadt, dem rheinland-pfälzischen Hintertaunus bis nach Koblenz und Rheinhessen bis nach Alzey erstrecken.

## Geschichte
Der Gründer des Unternehmens, Johann Schäfer, war in eine Bäckerfamilie hineingeboren; sein Vater, Anton Schäfer, betrieb eine Bäckerei in Elz bei Limburg an der Lahn. Am 15. August 1920 heiratete Johann Schäfer und gründete seine eigene Bäckerei in der Rathausstraße 2 in Elz. Die Bäckerei wurde im Zweiten Weltkrieg bei einem Bombenangriff auf Elz am 7. Januar 1945 zerstört, wobei sich der damals 16-jährige Sohn des Gründers, Hans Schäfer, im letzten Moment in den Keller retten konnte, bevor das Haus über ihm einstürzte.
1954 eröffnete in Elz das Café Schäfer mit 100 Sitzplätzen. Nachdem Hans Schäfer das Unternehmen 1966 übernommen hatte, expandierte er und eröffnete zwei Filialen in Limburg und Offheim. 1995 übernahm dessen Sohn Johannes Schäfer das Unternehmen und startete eine groß angelegte Expansionskampagne. 2005 zog das Unternehmen von Elz nach Limburg um und errichtete eine Großbäckerei in der Straße Am Elbboden 5–7 in Limburg. Im Frühjahr 2020 zog das Unternehmen erneut um und hat seinen Sitz seitdem im Gewerbegebiet ICE-Stadt Limburg. Zur gleichen Zeit startete die Bäckerei eine Kooperation mit Aldi Süd im Rahmen des Programms „Meine Backwelt“ zur Belieferung von Aldi-Filialen in Hessen und Rheinland-Pfalz mit eigenen Backwaren.